# La donna di Paul
La moglie di Paul è un racconto di Guy de Maupassant pubblicato per la prima volta nella raccolta intitolata La casa Tellier del 1881. Assieme a Au printemps  è una delle due novelle brevi dell'antologia dedicate all'ambientazione nautica. La storia racconta della scoperta, da parte d'un giovane, del lesbismo della ragazza amata.
Nel 1966 Jean-Luc Godard, ispirato alla storia, ne ha tratto un film intitolato Il maschio e la femmina.

## Trama
Il bel Paul Baron, figlio d'un senatore, giovane quasi ancora imberbe, invita la sua amata Madeleine ad un concerto che si sta svolgendo in riva alla Senna; al termine si dirigono alla taverna dello stabilimento balneare. È una delle serate domenicali di bella stagione e si notano passeggiare, oltre a qualche ubriaco e a varie prostitute in attesa di clienti, anche signore che spingono i passeggini dei loro bimbetti.
Tutto ad un tratto attracca una canoa con quattro donne a bordo; a quel punto tutti gli uomini della taverna cominciano a gridare al loro indirizzo: "Lesbo! Lesbo!". Anche Paul si mette a fischiare profondamente schifato, la qual cosa pare irritare notevolmente Madeleine, che inizia così a litigare con Paul.
Ad un certo punto Madeleine riconosce tra le quattro (due delle quali abbigliate da maschio) Pauline, una sua vecchia conoscenza, e la saluta affabilmente unendosi subito a lei. Paul, livido, rimane solo come uno stupido in mezzo al viale dopo aver cercato di fermar la sua donna ed aver ricevuto in cambio dalla lesbica Pauline una valanga di volgari insulti da bettola.
 Quella sera stessa Madeleine fa poi capire chiaramente a Paul che vuole passar un po' di tempo assieme alla sua cara amica e se a lui non sta bene, liberissimo di lasciarla.
Sorpresa a tarda ora la sua amatissima Madeleine in mezzo ad un boschetto mentre si sta facendo accarezzare e baciare dalla lesbica, il povero Paul non regge all'orrore della situazione e, incapace di sopportar quella realtà (la sua donna sta gemendo e sospirando come ha sempre fatto con lui nei momenti più intimi), si getta giù da un ponte. Muore annegato, verrà ripescato ore dopo.